# Notre-Dame-du-Lac
Notre-Dame-du-Lac foi uma cidade no RMC de Témiscouata, na região de Bas-Saint-Laurent, no Quebec, Canadá. A 5 de maio de 2010, as cidades de Cabano e Notre-Dame-du-Lac se uniram para formar a cidade de Témiscouata-sur-le-Lac. Notre-Dame-du-Lac foi designado como uma seção da nova cidade. Em 2016, a seção de Notre-Dame-du-Lac tinha uma população de 1184 habitantes.